# La Femme scorpion
Série La Femme scorpion
Elle s'appelait Scorpion
(1972)
Pour plus de détails, voir Fiche technique et Distribution.
La Femme scorpion (女囚701号/さそり, Joshū 701-gō: Sasori) est un film japonais réalisé par Shun’ya Itō, sorti en 1972.

## Synopsis
Après avoir été trahie par l'homme qu'elle aimait, Matsu (Meiko Kaji), surnommée Scorpion (en japonais « Sasori »), va tout faire pour s'évader de prison et assouvir sa vengeance.

## Fiche technique
- Titre : La Femme scorpion
- Titre original : 女囚701号/さそり (Joshū 701-gō: Sasori?)
- Titre anglais : Female Prisoner #701: Scorpion
- Réalisation : Shun’ya Itō
- Scénario : Fumio Kōnami (ja) et Hiroo Matsuda (ja), d'après le manga de Tōru Shinohara
- Musique : Shunsuke Kikuchi
- Photographie : Hanjiro Nakazawa
- Montage : Osamu Tanaka
- Direction artistique : Tadayuki Kuwana
- Société de production : Tōei
- Pays d'origine :  Japon
- Langue originale : japonais
- Format : couleur - 2,35:1 - son mono - 35 mm
- Genre : drame, film policier, thriller
- Durée : 87 minutes[1]
- Date de sortie :
  - Japon : 25 août 1972[1]

## Distribution
- Meiko Kaji : Nami Matsushima (Sasori)
- Rie Yokoyama : Katagiri
- Isao Natsuyagi : Sugimi
- Fumio Watanabe : le directeur
- Yayoi Watanabe : Yukiko Kida
- Yōko Mihara : Masaki
- Akemi Negishi : Otsuka
- Hideo Murota : Okizaki

## Autour du film
- La chanson du générique, Urami-bushi, écrite par Shun’ya Itō et Shunsuke Kikuchi, interprétée par Meiko Kaji, a été reprise par Quentin Tarantino pour les bandes originales de Kill Bill (volume 1) et Kill Bill (volume 2).
- Même si la série s'est poursuivie jusqu'en 1998, seuls les quatre premiers opus sont interprétés par Meiko Kaji.

## Les films de la sérieLa Femme scorpion
- 1972 : La Femme scorpion (女囚７０１号 さそり, Joshū 701-gō: Sasori?) de Shun’ya Itō
- 1972 : Elle s'appelait Scorpion (女囚さそり 第４１雑居房, Joshū sasori: Dai-41 zakkyo-bō?) de Shun’ya Itō
- 1973 : La Tanière de la bête (女囚さそり けもの部屋, Joshū sasori Kemono-beya?) de Shun’ya Itō
- 1973 : Mélodie de la rancune (女囚さそり 701号怨み節, Joshū sasori: 701-gō urami-bushi?) de Yasuharu Hasebe
- 1976 : La Nouvelle Femme scorpion : Prisonnière n° 701 (新・女囚さそり 701号, Shin joshū sasori: 701-gō?) de Yutaka Kohira
- 1977 : La Nouvelle Femme scorpion : Cachot X (新・女囚さそり 特殊房X, Shin joshū sasori: Tokushubō X?) de Yutaka Kohira
- 1991 : Scorpion Woman Prisoner: Death Threat (女囚さそり 殺人予告, Joshū sasori: Satsujin yokoku?) de Toshiharu Ikeda
- 1997 : Sasori in U.S.A. de Daisuke Gotō
- 1998 : Scorpion: Double Venom (サソリ 女囚７０１号, Sasori: Joshū 701-gō?) de Ryōji Niimura
- 1998 : Scorpion: Double Venom 2 (サソリ 殺す天使, Sasori: Korosu tenshi?) de Ryōji Niimura

## Récompense
- 1972 : prix du nouveau réalisateur (citation) de la Directors Guild of Japan pour Shun’ya Itō[2]